# Xã Fox, Quận Black Hawk, Iowa
Xã Fox (tiếng Anh: Fox Township) là một xã thuộc quận Black Hawk, tiểu bang Iowa, Hoa Kỳ. Năm 2010, dân số của xã này là 607 người.